# Seltún
Ne doit pas être confondu avec Krýsuvík.
Seltún est une solfatare d'Islande, manifestation la plus visible du volcanisme du Krýsuvík, un volcan du sud-ouest du pays, au sud de Reykjavik. C'est un important site touristique aménagé et facilement accessible par la route 42.
La source chaude est souvent appelée Krýsuvík par métonymie.